# Gefährdungsschaden
Der Gefährdungsschaden ist eine im deutschen Strafrecht verwendete juristische Konstruktion bzw. Argumentation, die im Rahmen des Betrugs relevant werden kann.

## Hintergrund
Nach deutschem Strafrecht ist für einen vollendeten Betrug u. a. ein Vermögensschaden erforderlich (§ 263 Abs. 1 StGB), das heißt ein nicht durch Vermögenszuflüsse ausgeglichener Vermögensabfluss bei einer Partei. Fehlt es am Vermögensschaden, so liegt kein vollendeter, sondern allenfalls ein versuchter Betrug vor, der aber in der Regel milder bestraft wird (§ 23 Abs. 2 StGB). Aus ergebnisorientierten Gründen wird dies in manchen Konstellationen für nicht wünschenswert gehalten, so dass von der Rechtsprechung die Figur des Gefährdungsschadens entwickelt wurde.

## Argumentation beim Gefährdungsschaden
Die hinter dem Argumentationsmuster des Gefährdungsschadens stehende Idee ist folgende: In Konstellationen, wo es durch die Täuschung des Täuschenden nicht zu einer Vermögensminderung kommt, sondern nur zu einer Gefahr einer solchen, die sich anschließend allerdings nicht realisiert. Hier soll bereits die Gefahr, nicht erst die tatsächliche Vermögensminderung, einen Schaden darstellen, der für einen vollendeten (anstatt nur versuchten) Betrug genügt.

## Beispiele
In einem vom Bundesgerichtshof entschiedenen Fall hatte der Täuschende erwirkt, dass der Getäuschte ihm eine Schuld stundete. Die Frage war, ob der Getäuschte einen Vermögensschaden erlitt. Die bloße Nichtzahlung konnte hierfür nicht ausreichen, da dies ja das Wesen der Stundung ist, mit der der Getäuschte einverstanden war. Der Bundesgerichtshof entschied, dass das Unterbleiben von Zwangsvollstreckungsmaßnahmen infolge der Stundung dann einen für den Betrug ausreichenden Schaden darstellt, wenn hierdurch eine Verschlechterung der konkret gegebenen Vollstreckungsaussicht eintritt. 
Besteht die Vermögensgefährdung in einem Prozessrisiko (Makeltheorie), muss zumindest ein nach wirtschaftlich nachvollziehbaren Maßstäben bezifferbarer Vermögensverlust infolge dieses Prozessrisikos festzustellen sein.